# Edivaldo Hermoza
Edivaldo Rojas Hermoza (* 17. November 1985 in Cuiabá, Brasilien) ist ein bolivianischer Fußballspieler.

## Karriere

### Verein
Hermoza begann seine Karriere 2004 bei Athletico Paranaense und wurde von dort regelmäßig verliehen. Zur Saison 2008/09 wechselte er dann fest zum portugiesischen Erstligisten Naval 1º de Maio und war dort vier Jahre aktiv. Dann ging Hermoza weiter nach Asien und spielte für Muangthong United sowie leihweise bei Shonan Bellmare. Mit den Thailändern gewann er 2012 die Meisterschaft. Anschließend folgte wieder ein Jahr in Portugal beim Moreirense FC. Ab 2015 spielte der Stürmer wieder in seiner Heimat Bolivien und gewann in seiner ersten Saison dort mit dem Club Jorge Wilstermann die Meisterschaft. Sport Boys Warnes, Club San José und der guatemaltekische Verein Deportivo Nueva Concepción waren bis 2021 noch die weiteren Stationen.

### Nationalmannschaft
Von 2011 bis 2013 absolvierte Hermoza insgesamt elf Partien für die bolivianische A-Nationalmannschaft und erzielte dabei einen Treffer. Dieser fiel während der Copa América 2011 beim 1:1-Unentschieden im Gruppenspiel gegen Argentinien.

## Erfolge
Muangthong United
- Thailändischer Meister: 2012

Club Jorge Wilstermann
- Bolivianischer Meister: Clausura 2016